# Isturgia spartiaria
Isturgia spartiaria är en fjärilsart som beskrevs av Treitschke 1827. Isturgia spartiaria ingår i släktet Isturgia och familjen mätare. Inga underarter finns listade i Catalogue of Life.